# Surface Studio
Surface Studio — моноблок, разработанный и произведенный компанией Майкрософт в рамках линейки персональных компьютеров Surface, работающих на ОС Windows. Устройство было представлено 26 октября 2016 г. на Windows 10 Devices Event, предзаказ стартовал в тот же день.
Surface Studio работает на операционной системе Windows 10 с предустановленным обновлением Anniversary Update. Однако она оптимизирована для грядущего обновления Microsoft — Creators Update, выпуск которого запланирован на весну 2017 года. Продукт, цена которого начинается с 2999 долларов, направлен в первую очередь на людей творческих профессий, таких как художники, иллюстраторы, дизайнеры и так далее.

## Технические характеристики
Surface Studio имеет 28-дюймовый дисплей 4.5K «PixelSense» с разрешением 4500×3000 пикселей, что эквивалентно 192 точкам на дюйм. Экран, самый тонкий из когда-либо установленных в моноблоках, имеет толщину 12,5 миллиметров, может работать в обоих цветовых режимах DCI-P3 и sRGB, а также имеет уникальный шарнирный дизайн, позволяющий наклонять его и использовать в плоском положении, как Wacom Cintiq. На панели дисплея расположена 5,0-мегапиксельная камера и совместимая с Windows-Hello инфракрасная камера с подсветкой.
Майкрософт специально разработали Surface Мышь и Surface Клавиатуру для работы с Surface Studio. Моноблок также совместим с Surface Пером и недавно созданным аксессуаром Surface Dial. Последний представляет собой круглый диск, который можно поместить на дисплей и крутить для выполнения различных действий, таких как прокрутка, масштабирование и регулировка громкости с высокой точностью. Разработчики могут использовать API устройства для интеграции его функциональности в свои продукты.
Центральный процессор расположен в основании. Его компактная конструкция содержит процессор Intel Core i5 или i7 шестого поколения (названного «Skylake»), а также видеокарты NVIDIA GeForce GTX 965M или GeForce GTX 980М (зависит от конфигурации). Система может поставляться с оперативной памятью типа DDR4 объёмом до 32 ГБ и жёстким диском объёмом 2 Тб. ПК также имеет четыре порта USB 3.0, Mini Display порт, считыватель карт памяти типа SDXC и разъём для гарнитуры.